# Kodak M35
Kodak M35 (em inglês: Kodak Film Camera M35) é uma câmera fotográfica analógica compacta retrô da Kodak, conhecida por ser uma versão da Kodak M38, ambas lançadas em 2021.
A Kodak criou a M35 para ser uma versão mais barata da M38, com o mesmo propósito, de atender o público que aprecia a fotografia analógica, sendo uma câmera de baixo custo e com design simples, retrô e fácil de usar.

## Características
- Formato de Filme: 35 mm.
- Lente: fixa de foco único, com uma abertura de f/10.
- Flash: embutido.
- Funcionamento Simples: operação totalmente manual, com um sistema de avanço de filme e rebobinamento.